# Ридзево (Гіжицький повіт)
Ридзево (пол. Rydzewo, нім. Rotwalde) — село в Польщі, у гміні Мілки Гіжицького повіту Вармінсько-Мазурського воєводства.
Населення — 339 осіб (2011).

## Демографія
Демографічна структура станом на 31 березня 2011 року:
|          | Загалом | Допрацездатний вік | Працездатний вік | Постпрацездатний вік |
| -------- | ------- | ------------------ | ---------------- | -------------------- |
| Чоловіки | 174     | 30                 | 124              | 20                   |
| Жінки    | 165     | 31                 | 95               | 39                   |
| Разом    | 339     | 61                 | 219              | 59                   |